# Erišum I
Erišu(m) I was de heerser van Assyrië 1974–1935 v.Chr. Zijn naam wordt geschreven als me-ri-šu, of mAPIN-ìš in latere teksten, maar altijd met een begin-i in zijn eigen zegel en inscripties en in die van zijn onmiddellijke opvolgers. De naam betekent “hij heeft gewenst”. Hij was zoon en opvolger van Ilušuma. Hij verschijnt als 33e op de Assyrische koningslijst en regeerde 40 jaar. Hij betitelt zichzelf als: "Aššur is koning, Erišum is onderkoning" en Išši’ak Aššurki, “gouverneur van Assyrië,” in een tijd dat deze kleine stadstaat beheerst schijnt te zijn door een oligarchie van de patriarchen van de vooraanstaande families. De belangrijkste gebeurtenis van zijn bewind was de vestiging van verre handelsposten kārums geheten, in centraal Anatolië. De bekendste is die van Kültepe, destijds Kaneš, daar de koopmansfamilies van de stad krachtig uitbreiding van hun handelsnetwerk nastreefden.
Een van twee kopieën van de Assyrische koningslijst die hem vermelden geeft hem een regering van slechts 30 jaar, maar dit staat in contrast met een complete eponiemenlijst van 40 stuks hoogwaardigheidsbekleders, die bekend zijn van tabletten gevonden in Kültepe.

## Rechtspraak
De tabletten van Kültepe werden ontdekt in 1948 met drie andere vergelijkbare maar fragmentarische lijsten en twee kopieën van een inscriptie van Erišum die de bepalingen preciseert aangaande de rechtspraak in Aššur, waaronder de mogelijkheid voor bonafide eisers om een advocaat te krijgen (rābiṣum) om hen te vertegenwoordigen.
Inscriptie van Êrišum I

Degene die te veel praat in de Tredenpoort, de demon zal zijn mond en zijn achterwerk grijpen; hij zal zijn hoofd stukslaan als een gebroken pot, hij zal vallen als een gebroken riet en water zal uit zijn mond vloeien. Degene die te veel praat in de Tredenpoort, zijn huis zal een ruïne worden. Hij die opstaat om vals getuigenis te geven, mogen de [Zeven] Rechters die rechtspreken in [de Tredenpoort, een vals] oordeel [tegen hem geven]; [moge Aššur], Adad en Bel [mijn god, zijn zaad plukken], mogen hem geen plaats [...] geven.

[Degene die…] … mij gehoorzaamt, [wanneer hij] naar de Tredenpoort [gaat], [moge] de paleiswacht [hem helpen], [moge hij] de getuigen en de eiser naar het hof [zenden]; [mogen] de rechters [...] en een goede beslissing nemen [in Ašš]ur.

## Limmu's
Volgens Veenhof vertegenwoordigt het bewind van Erišum de periode waarin het jaarlijks aanstellen van een limmu, of eponiem werd ingesteld. The Assyrische koningslijst merkt over zijn onmiddellijke voorgangers op: “in totaal zes koningen, bekend van bakstenen, waaran de eponiemen niet gevonden zijn.” Het voorbeeld van zijn vader volgend verklaarde hij "belastingvrijstellingen" of zoals Michael Hudson het interpreteert: "Ik verklaar een kwijtschelding van schulden te betalen in zilver, goud, koper, tin, gerst, wol of zelfs in kaf." Dit is te lezen in een inscriptie op de ene zijde van een groot blok albast beschreven als ṭuppu. Een ondiepe uitholling bovenop heeft sommigen doen concluderen dat het een deurkozijn is.

## Handelsposten
Gedurende zijn bewind werden er kārums gevestigd langs de handelsroutes Anatolië in. Dat geldt voor Kaneš (Kültepe), maar ook in Amkuwa (Alisar Höyük), Ḫattuša (Boğazköy) en achttien andere plaatsen die nog geïdentificeerd moeten worden. Sommige worden warbatums genoemd, ondergeschikte satellieten van de kārums.
In Kaneš zijn zo'n 23.000 tabletten gevonden die een periode van 129 jaar omspannen, beginnende in het 30e jaar van Erišum, door de regeringstijd van Puzur-Aššur II of mogelijk Narām-Sîn. De vroegste zijn van niveau II en bevatten de kopieën van Erišums inscripties. De markten handelden in tin (geschreven als AN.NA, Akkadisch: annukum), textiel, lapis lazuli, ijzer, antimoon, koper, brons, wol, and graan voor goud en zilver.

## Bouwwerken
De talrijke inscripties van zijn tijd gewagen van de bouw van een tempel voor Aššur, de "wilde stier" genoemd met een plein en twee biervaten, vergezeld van de vloeken die iedereen zou treffen die dit alled niet voor de geëigende dooreinden zou gebruiken. Zijn inspanningen werden later aangehaald door latere koningen zoals Šamši-Adad I, ter gelegenheid van de herbouw en Šulmanu-ašared I, die opmerkte dat er 159 jaar verlopen was tussen Erišums werk en dat van Šamši-Adad, en een verdere 580 jaar tot zijn eigen tijd waarin een brand het bouwsel verwoest. Erišum had gebruikgemaakt van onteigening om een gebied van de Schaappoort to de Volkspoort vrij te maken voor een vergroting van de stadmuur. Dit stelde hem in staat te pochen dat “Ik heb de muur hoger gemaakt dan de muur die mijn vader gebouwd had.” Onder Erišums andere publiekde bouwwerken was de tempel van Isjtar en die van Adad.